# Joyce Bawah Mogtari
Joyce Bawah Mogtari hiện là phát ngôn viên của Đại hội Dân chủ Quốc gia (NDC) và cũng là Thứ trưởng Bộ Giao thông Vận tải ở Ghana. bà là một hòa giải viên có kinh nghiệm và đã thực hiện điều này trong một số dịp cả trong nước và quốc tế. Từ năm 2007, bà là người đứng đầu Cơ quan của Chủ hàng Ghana.

## Tuổi thơ và giáo dục
Bà có bằng Cử nhân Luật (LL.B) của Holborn College, Đại học London (1997). Bà cũng có bằng thạc sĩ về Luật Hàng hải (LLM) từ Viện Luật Hàng hải Quốc tế của Tổ chức Hàng hải Quốc tế (IMO), (IMLI) Malta, nơi bà là người nhận Giải thưởng Chủ tịch Ủy ban Pháp lý IMO về Hiệu suất Tổng thể tốt nhất trong Luật Giao thông Quốc tế. Bà cũng có bằng thạc sĩ về Giải quyết xung đột và Hòa giải từ Trung tâm gìn giữ hòa bình quốc tế Kofi Annan - Ghana.

## Sự nghiệp
Mogtari chính thức được gọi đến quán bar vào năm 2000 và bà bắt đầu sự nghiệp với công ty Sey & Co. Sau đó, bà trở thành cố vấn cho KPMG và Quỹ ủy thác đầu tư mạo hiểm. làm Thứ trưởng Bộ Giao thông vận tải.

## Cuộc sống cá nhân
Bà đã kết hôn và có một đứa con trai.